# Résultats détaillés des championnats d'Europe d'athlétisme 1934
Résultats détaillés des Championnats d'Europe d'athlétisme 1934 de Turin
| Courses: 100 m - 200 m - 400 m - 800 m - 1 500 m - 5 000 m - 10 000 m - Marathon Obstacles: 110 m haies - 400 m haies Marche: 50 km Sauts: Hauteur - Longueur - Triple saut - Perche Lancers: Javelot - Disque - Poids - Marteau Relais: 4 × 100 m - 4 × 400 m Epreuves combinées: Décathlon Tableau des médailles - Légende |

## Résultats

### 100 m
| Rang | Pays               | Athlète           | Performance |
| ---- | ------------------ | ----------------- | ----------- |
| 1    | Pays-Bas           | Christiaan Berger | 10 s 6      |
| 2    | Allemagne          | Erich Borchmeyer  | 10 s 7      |
| 3    | Royaume de Hongrie | József Sir        | 10 s 7      |
| 4    | Suisse             | Paul Hänni        | 10 s 8      |
| 5    | Pays-Bas           | Martinus Osendarp | 10 s 9      |
| 6    | Allemagne          | Gerd Hornberger   | 11 s 0      |

### 200 m
| Rang | Pays               | Athlète           | Performance |
| ---- | ------------------ | ----------------- | ----------- |
| 1    | Pays-Bas           | Christiaan Berger | 21 s 5      |
| 2    | Royaume de Hongrie | József Sir        | 21 s 5      |
| 3    | Pays-Bas           | Martinus Osendarp | 21 s 6      |
| 4    | Royaume de Hongrie | József Kovács     | 21 s 7      |
| 5    | Reich allemand     | Egon Schein       | 21 s 9      |
| 6    | Italie             | Tullio Gonnelli   | 21 s 9      |

### 400 m
| Rang | Pays      | Athlète                | Performance |
| ---- | --------- | ---------------------- | ----------- |
| 1    | Allemagne | Adolf Metzner          | 47 s 9      |
| 2    | France    | Pierre Skawinski       | 48 s 0      |
| 3    | Suède     | Bertil von Wachenfeldt | 48 s 0      |
| 4    | Italie    | Ettore Tavernari       | 48 s 6      |
| 5    | France    | Raymond Boisset        | 48 s 9      |
| 6    | Italie    | Mario Rabaglino        | DNF         |

### 800 m
| Rang | Pays               | Athlète             | Performance  |
| ---- | ------------------ | ------------------- | ------------ |
| 1    | Royaume de Hongrie | Miklós Szabó        | 1 min 52 s 0 |
| 2    | Italie             | Mario Lanzi         | 1 min 52 s 0 |
| 3    | Allemagne          | Wolfgang Dessecker  | 1 min 52 s 2 |
| 4    | Suède              | Eric Ny             | 1 min 52 s 4 |
| 5    | Suède              | Erik Wennberg       | 1 min 53 s 1 |
| 6    | Pologne            | Kazimierz Kucharski | 1 min 53 s 4 |
| 7    | France             | Raymond Petit       | 1 min 54 s 2 |
| 8    | Luxembourg         | Pierre Hemmer       | 1 min 55 s 8 |

### 1 500 m
| Rang | Pays               | Athlète              | Performance  |
| ---- | ------------------ | -------------------- | ------------ |
| 1    | Italie             | Luigi Beccali        | 3 min 54 s 6 |
| 2    | Royaume de Hongrie | Miklós Szabó         | 3 min 55 s 2 |
| 3    | France             | Roger Normand        | 3 min 57 s 0 |
| 4    | Allemagne          | Friedrich Schaumburg | 3 min 57 s 8 |
| 5    | Pologne            | Janusz Kusociński    | 3 min 59 s 4 |
| 6    | Finlande           | Martti Matilainen    | 3 min 59 s 6 |
| 7    | France             | Robert Goix          | 4 min 00 s 6 |
| 8    | Estonie            | Ademar Jurlau        | 4 min 05 s 8 |

### 5 000 m
| Rang | Pays               | Athlète               | Performance   |
| ---- | ------------------ | --------------------- | ------------- |
| 1    | France             | Roger Rochard         | 14 min 36 s 8 |
| 2    | Pologne            | Janusz Kusociński     | 14 min 41 s 2 |
| 3    | Finlande           | Ilmari Salminen       | 14 min 43 s 6 |
| 4    | Finlande           | Lauri Virtanen        | 14 min 47 s 6 |
| 5    | Italie             | Salvatore Mastroienni | 15 min 00 s 6 |
| 6    | Royaume de Hongrie | János Kelen           | 15 min 06 s 6 |
| 7    | Italie             | Nello Bartolini       | 15 min 26 s 0 |
| 8    | Estonie            | Eduard Proom          | 15 min 35 s 0 |

### 10 000 m
| Rang | Pays               | Athlète          | Performance   |
| ---- | ------------------ | ---------------- | ------------- |
| 1    | Finlande           | Ilmari Salminen  | 31 min 02 s 6 |
| 2    | Finlande           | Arvo Askola      | 31 min 03 s 2 |
| 3    | Danemark           | Henry Nielsen    | 31 min 27 s 4 |
| 4    | Norvège            | Georg Braathe    | 32 min 20 s 0 |
| 5    | Royaume de Hongrie | Jenö Szilágyi    | 32 min 23 s 0 |
| 6    | Italie             | Bruno Betti      | 32 min 54 s 0 |
| 7    | Italie             | Spartaco Morelli | 33 min 46 s 0 |
| 8    | Tchécoslovaquie    | Josef Hron       | 34 min 02 s 6 |

### Marathon
| Rang | Pays               | Athlète          | Performance     |
| ---- | ------------------ | ---------------- | --------------- |
| 1    | Finlande           | Armas Toivonen   | 2 h 52 min 29 s |
| 2    | Suède              | Thore Enochsson  | 2 h 54 min 35 s |
| 3    | Italie             | Aurelio Genghini | 2 h 55 min 03 s |
| 4    | Royaume de Hongrie | Jozsef Galambos  | 2 h 55 min 14 s |
| 5    | Allemagne          | Heinrich Brauch  | 2 h 58 min 40 s |
| 6    | Suisse             | Hans Wehrli      | 2 h 58 min 45 s |

### 50 km marche
| Rang | Pays      | Athlète              | Performance     |
| ---- | --------- | -------------------- | --------------- |
| 1    | Lettonie  | Janis Dalins         | 4 h 49 min 53 s |
| 2    | Suisse    | Arthur Schwab        | 4 h 53 min 09 s |
| 3    | Italie    | Ettore Rivolta       | 4 h 54 min 06 s |
| 4    | Italie    | Mario Brignoli       | 5 h 01 min 53 s |
| 5    | France    | Étienne Laisné       | 5 h 08 min 41 s |
| 6    | Finlande  | Hjalmar Routsalainen | 5 h 40 min 13 s |
| 7    | Allemagne | William Schmitt      | DNF             |
| 8    | Allemagne | Fritz Bleiweiss      | DNF             |

### 110 m haies
| Rang | Pays               | Athlète            | Performance |
| ---- | ------------------ | ------------------ | ----------- |
| 1    | Royaume de Hongrie | József Kovács      | 14 s 8      |
| 2    | Allemagne          | Erwin Wegner       | 14 s 9      |
| 3    | Norvège            | Holger Albrechtsen | 15 s 0      |
| 4    | Pays-Bas           | Willem Kaan        | 15 s 0      |
| 5    | Italie             | Corrado Valle      | 15 s 1      |
| 6    | Autriche           | Ernst Leitner      | DSQ         |

### 400 m haies
| Rang | Pays      | Athlète            | Performance |
| ---- | --------- | ------------------ | ----------- |
| 1    | Allemagne | Hans Scheele       | 53 s 2      |
| 2    | Finlande  | Akilles Järvinen   | 53 s 7      |
| 3    | Grèce     | Chrístos Mántikas  | 54 s 9      |
| 4    | Norvège   | Holger Albrechtsen | 55 s 0      |
| 5    | Autriche  | Ernst Leitner      | 55 s 2      |
| 6    | Italie    | Luigi Facelli      | DNF         |

### 4 × 100 m relais
| Rang | Pays               | Athlète                                                          | Performance |
| ---- | ------------------ | ---------------------------------------------------------------- | ----------- |
| 1    | Allemagne          | Egon Schein Erwin Gillmeister Gerd Hornberger Erich Borchmeyer   | 41 s 0      |
| 2    | Royaume de Hongrie | László Forgács József Kovács József Sir Gyula Gyenes             | 41 s 4      |
| 3    | Pays-Bas           | Martinus Osendarp Tjeerd Boersma Robert Jansen Christiaan Berger | 41 s 6      |
| 4    | Italie             | Edgardo Toetti Ulderico Di Blas Mario Larocchi Elio Ragni        | 42 s 0      |

### 4 × 400 m relais
| Rang | Pays            | Athlète                                                          | Performance  |
| ---- | --------------- | ---------------------------------------------------------------- | ------------ |
| 1    | Allemagne       | Helmut Hamann Hans Scheele Harry Voigt Adolf Metzner             | 3 min 14 s 1 |
| 2    | France          | Robert Paul Georges Guillez Raymond Boisset Pierre Skawinski     | 3 min 15 s 6 |
| 3    | Suède           | Sven Strömberg Pelle Pihl Gustaf Eriksson Bertil von Wachenfeldt | 3 min 16 s 6 |
| 4    | Italie          | -                                                                | 3 min 19 s 0 |
| 5    | Finlande        | -                                                                | DNS          |
| 6    | Tchécoslovaquie | -                                                                | DNS          |

### Saut en hauteur
| Rang | Pays      | Athlète          | Performance |
| ---- | --------- | ---------------- | ----------- |
| 1    | Finlande  | Kalevi Kotkas    | 2,00 m      |
| 2    | Norvège   | Birger Halvorsen | 1,97 m      |
| 3    | Finlande  | Veikko Peräsalo  | 1,97 m      |
| 4    | Allemagne | Gustav Weinkötz  | 1,94 m      |
| 5    | Allemagne | Wilhelm Ladewig  | 1,85 m      |
| 6    | Italie    | Renato Dotti     | 1,85 m      |
| 7    | Lituanie  | Vladas Komaras   | 1,80 m      |
| 8    | Danemark  | Ingvard Andersen | 1,70 m      |

### Saut en longueur
| Rang | Pays               | Athlète          | Performance |
| ---- | ------------------ | ---------------- | ----------- |
| 1    | Allemagne          | Wilhelm Leichum  | 7,45 m      |
| 2    | Norvège            | Otto Berg        | 7,31 m      |
| 3    | Allemagne          | Luz Long         | 7,25 m      |
| 4    | France             | Robert Paul      | 7,16 m      |
| 5    | Italie             | Arturo Maffei    | 7,12 m      |
| 6    | Royaume de Hongrie | Henrik Koltai    | 7,01 m      |
| 7    | Suisse             | Jean Studer      | 6,84 m      |
| 8    | Royaume de Hongrie | Sándor Dombovari | 6,80 m      |

### Saut à la perche
| Rang | Pays               | Athlète          | Performance |
| ---- | ------------------ | ---------------- | ----------- |
| 1    | Allemagne          | Gustav Wegner    | 4,00 m      |
| 2    | Suède              | Bo Ljungberg     | 4,00 m      |
| 3    | Finlande           | John Lindroth    | 3,90 m      |
| 4    | Royaume de Hongrie | Viktor Zsuffka   | 3,90 m      |
| 5    | France             | Pierre Ramadier  | 3,90 m      |
| 6    | Italie             | Danilo Innocenti | 3,80 m      |
| 7    | Estonie            | Ewald Aarma      | 3,80 m      |
| 7    | Suède              | Henry Lindblad   | 3,80 m      |
| 7    | France             | Robert Vintousky | 3,80 m      |

### Triple saut
| Rang | Pays     | Athlète          | Performance |
| ---- | -------- | ---------------- | ----------- |
| 1    | Pays-Bas | Willem Peters    | 14,89 m     |
| 2    | Suède    | Erik Svensson    | 14,83 m     |
| 3    | Finlande | Onni Rajasaari   | 14,74 m     |
| 4    | Pologne  | Edward Luckhaus  | 14,54 m     |
| 5    | Finlande | Toivo Pöyry      | 14,47 m     |
| 6    | Italie   | Antonio Milanese | 14,24 m     |
| 7    | Danemark | Ingvard Andersen | 14,02 m     |
| 8    | Suède    | Bo Ljungberg     | 14,01 m     |

### Lancer du javelot
| Rang | Pays               | Athlète           | Performance  |
| ---- | ------------------ | ----------------- | ------------ |
| 1    | Finlande           | Matti Järvinen    | 76,66 m (WR) |
| 2    | Finlande           | Matti Sippala     | 69,97 m      |
| 3    | Estonie            | Gustav Sule       | 69,31 m      |
| 4    | Lettonie           | Otto Jurgis       | 67,60 m      |
| 5    | Royaume de Hongrie | József Várszegi   | 65,81 m      |
| 6    | Allemagne          | Gottfried Weimann | 65,69 m      |
| 7    | Italie             | Mario Agosti      | 58,41 m      |
| 8    | Italie             | Gino Ricci        | 56,63 m      |

### Lancer du disque
| Rang | Pays               | Athlète           | Performance |
| ---- | ------------------ | ----------------- | ----------- |
| 1    | Suède              | Harald Andersson  | 50,38 m     |
| 2    | France             | Paul Winter       | 47,09 m     |
| 3    | Royaume de Hongrie | Istvan Donogan    | 45,91 m     |
| 4    | Royaume de Hongrie | József Remetz     | 45,54 m     |
| 5    | Estonie            | Arnold Viiding    | 45,38 m     |
| 6    | Italie             | Giorgio Oberweger | 45,38 m     |
| 7    | France             | Jules Noel        | 45,02 m     |
| 8    | Autriche           | Emil Janausch     | 45,01 m     |

### Lancer du poids
| Rang | Pays               | Athlète         | Performance |
| ---- | ------------------ | --------------- | ----------- |
| 1    | Estonie            | Arnold Viiding  | 15,19 m     |
| 2    | Finlande           | Risto Kuntsi    | 15,19 m     |
| 3    | Tchécoslovaquie    | Frantisek Douda | 15,18 m     |
| 4    | Suède              | Samuel Norrby   | 15,10 m     |
| 5    | Suède              | Walle Rahmqvist | 15,01 m     |
| 6    | Royaume de Hongrie | Jozsef Daranyi  | 14,86 m     |
| 7    | Pologne            | Zygmunt Heljasz | 14,78 m     |
| 8    | Allemagne          | Hans Woellke    | 14,67 m     |

### Lancer du marteau
| Rang | Pays      | Athlète           | Performance |
| ---- | --------- | ----------------- | ----------- |
| 1    | Finlande  | Ville Pörhölä     | 50,34 m     |
| 2    | Italie    | Fernando Vandelli | 48,69 m     |
| 3    | Suède     | Gunnar Jansson    | 47,85 m     |
| 4    | Suède     | Ossian Skiöld     | 47,42 m     |
| 5    | Finlande  | Sulo Pärni        | 46,83 m     |
| 6    | Italie    | Armando Poggioli  | 46,57 m     |
| 7    | Estonie   | Koit Annamaa      | 45,52 m     |
| 8    | Allemagne | Rudolf Seeger     | 44,52 m     |

### Décathlon
| Rang | Pays      | Athlète               | Performance |
| ---- | --------- | --------------------- | ----------- |
| 1    | Allemagne | Hans-Heinrich Sievert | 8 103 pts   |
| 2    | Suède     | Leif Dahlgren         | 7 770 pts   |
| 3    | Pologne   | Jerzy Plawczyk        | 7 552 pts   |
| 4    | Lettonie  | Janis Dimza           | 7 451 pts   |
| 5    | Suisse    | Armin Guhl            | 7 347 pts   |
| 6    | Allemagne | Wolrad Eberle         | 7 153 pts   |
| 7    | Italie    | Eletto Contieri       | 6 845 pts   |
| 8    | Suisse    | Hermann Ruckstuhl     | 6 548 pts   |

## Légende
- RM : Record du monde

## Tableau des médailles
| Rang | Nation          | Or | Argent | Bronze | Total |
| ---- | --------------- | -- | ------ | ------ | ----- |
| 1    | Reich allemand  | 7  | 2      | 2      | 11    |
| 2    | Finlande        | 5  | 4      | 4      | 13    |
| 3    | Pays-Bas        | 3  | 0      | 2      | 5     |
| 4    | Hongrie         | 2  | 3      | 2      | 7     |
| 5    | Suède           | 1  | 4      | 3      | 8     |
| 6    | France          | 1  | 3      | 1      | 5     |
| 7    | Italie          | 1  | 2      | 2      | 5     |
| 8    | Estonie         | 1  | 0      | 1      | 2     |
| 9    | Lettonie        | 1  | 0      | 0      | 1     |
| 10   | Norvège         | 0  | 2      | 1      | 3     |
| 11   | Pologne         | 0  | 1      | 1      | 2     |
| 12   | Suisse          | 0  | 1      | 0      | 1     |
| 13   | Tchécoslovaquie | 0  | 0      | 1      | 1     |
| 13   | Danemark        | 0  | 0      | 1      | 1     |
| 13   | Grèce           | 0  | 0      | 1      | 1     |
|      |                 | 22 | 22     | 22     | 66    |